# Châu Minh
Châu Minh là một xã thuộc huyện Hiệp Hòa, tỉnh Bắc Giang, Việt Nam.

## Địa lý
Xã Châu Minh có diện tích 11,05 km², dân số năm 2023 là 13.281 người, mật độ dân số đạt 1.201 người/km².

## Hành chính
Xã Châu Minh được chia thành 5 thôn: Ngọ Khổng, Ngọ Phúc, Ngọ Xá, Ngọc Liễn, Xuân Thành.

## Lịch sử
Thời các vua Hùng, địa bàn xã Châu Minh thuộc sự quản lý của bộ lạc Tây Âu, nằm trong bộ Vũ Ninh.
Thời thuộc Hán, địa bàn xã Châu Minh thuộc huyện Long Biên, quận Giao Chỉ.
Thời Lý, địa bàn xã Châu Minh thuộc tổng Ngọ Xá, huyện Phật Thệ, phủ Bình Lỗ, lộ Bắc Giang.
Thời Trần, xã Châu Minh thuộc huyện Thiên Thệ, châu Bắc Giang, phủ Bắc Giang.
Thời Lê, xã Châu Minh thuộc huyện Hiệp Hòa, phủ Bắc Hà, trấn Kinh Bắc.
Năm Minh Mệnh thứ 12 (1831), xã Châu Minh thuộc huyện Đa Phúc, phủ Thiên Phúc.
Trước năm 1945, xã Châu Minh bao gồm 5 làng: Ngũ Phúc, Ngọc Liễn, Lạc Khổng, Ngọ Xá, Lạc Xuân thuộc tổng Ngọ Xá.
Sau năm 1945, thành lập xã Châu Minh trên cơ sở 5 làng: Ngũ Phúc, Ngọc Liễn, Lạc Khổng, Ngọ Xá, Lạc Xuân.
Sau năm 1946, đổi tên một số làng:
- Đổi tên làng Ngũ Phúc thành làng Ngọ Phúc.
- Đổi tên làng Lạc Khổng thành làng Ngọ Khổng.
- Đổi tên làng Lạc Xuân thành làng Xuân Thành.[3]